# El lamento de la esposa
"The Wife's Lament" o "The Wife's Complaint" es un poema de 53 versos, escrito en inglés antiguo que se encuentra en el Libro de Exeter (Exeter Book). Generalmente se habla de una elegía al estilo de un frauenlied alemán, o "canción de mujeres". Desde el punto de vista temático, el poema se centra en la evocación del dolor y la desesperación de una mujer. Los pesares que la conducen a su estado de lamentación se describen de manera críptica y han sido objeto de debate debido a sus numerosas interpretaciones.

## Género
El texto se concibe como la canción de una mujer que se lamenta por un amante perdido o ausente, y se ha interpretado desde muchas perspectivas diferentes; una de ellas considera que el poema es una alegoría en la cual la voz poética representa a la Iglesia como la Novia de Cristo o como una figura alegórica femenina. Otra interpretación sostiene que la protagonista, quien se describe a sí misma como encerrada en una vieja celda bajo un roble, puede estar literalmente en una celda bajo tierra, siendo por tanto la voz de ultratumba. Sin embargo, ninguna de las interpretaciones mencionadas se puede probar, pues no existen textos análogos.
Existe, por lo tanto, un acuerdo con respecto a que el lamento del que se habla sea el de una mujer, y aquellos que se inclinan en otra dirección no tienen ninguna o cuentan con pocas pruebas que sustenten otras teorías. No obstante, sí que se puede afirmar que la voz lírica es en realidad un hombre puesto que hay similitudes con poemas elegíacos en el corpus del inglés antiguo en los cuales los hombres son los protagonistas. Aun así, la interpretación basada en que un hombre sería el verdadero protagonista de este poema es difícil de mantener ya que nos encontramos con adjetivos o sustantivos personales que remiten a lo femenino.
La interpretación en la cual la voz lírica es un hombre se basa en la posibilidad de que quizás el copista anglosajón a cargo de la transcripción haya asumido por error que el protagonista era femenino. En cualquier caso, resulta necesario señalar que “The Wife’s Lament” es una pequeña parte de una obra más extensa.
Además, se considera que esta composición es un acertijo (riddle poem). Estos contienen una lección contextualizada culturalmente y que se relaciona con el lector. La sabiduría gnómica es también una característica de este tipo de composiciones, y está presente en el sentimiento final del poema. Según Faye Walker-Pelkey apunta que ''la ubicación del poema en el Libro de Exeter, su contenido misterioso, su estructura fragmentada, sus similitudes con los acertijos y su inclusión de sabiduría gnómica sugieren que la "elegía"... es en realidad, un acertijo''. Por otra parte, no se puede ignorar que este poema se encuentra en el Libro de Exeter, que contiene otros 92 acertijos, por lo que lo más probable es que solamente se trate de uno más.

## Contenido narrativo e interpretación
Existen dudas sobre si los problemas de la voz poética proceden de sus múltiples relaciones o de su matrimonio. Stanley B. Greenfield, en su artículo The Wife's Lament Reconsidered, cuestiona la interpretación según la cual el poema implica a múltiples amantes, ya que las expresiones impersonales con las que concluye el poema no representan sabiduría gnómica; sino que transmite los profundos sentimientos de una esposa hacia su marido.
Todos los hechos del poema, más allá de la cuestión de género, son discutibles. La oscuridad del trasfondo ha llevado a algunos críticos a sugerir que la narración pudo resultar tan familiar al oyente original que el autor omitió muchas partes fundamentales de la historia para centrarse únicamente en el aspecto emocional de la misma.
"The Wife's Lament" retrata vívidamente el tema del duelo por el líder fallecido de un grupo, por un amor o un señor que también se podría interpretar como el señor de la mujer (su marido). Dado que se describe a los parientes del señor (kinsmen) como personajes que intentan separar a la voz lírica de él, se puede interpretar que la mujer se encontraba en una relación exógama típica en la tradición heroica anglosajona. Su situación matrimonial la había dejado sola entre personas hostiles. Resulta confuso que la voz poética añore a su amado, y ella parece ser que parte a buscar a su señor o se exilia y su relación entre esto y la hostilidad es confusa. El poema concluye con lo que comienza como una sabiduría gnómica, advirtiendo a la juventud de adoptar un aspecto alegre, incluso en momentos de tristeza, pero también se desarrolla en el poema una expresión de dolor a causa de la pérdida del amado.
Las interpretaciones más recientes defienden esta sabiduría gnómica. Según John Niles, estudioso de la literatura medieval, es esta sabiduría así como su “digna pasividad” lo que llama la atención de los académicos y no si la esposa ha sido despreciada por un marido o por dos. En las lecturas "vindicativas la esposa suele ser representada como enfurecida contra un solo hombre: su marido. Según esta visión, “The Wife's Lament” comienza como una audaz declaración de dolor que se convierte en una descripción de sus desgracias en la que rememora el tiempo pasado con su marido y termina maldiciendo con amargura al hombre que ahora la ha abandonado. La escritora Barrie Ruth Straus basa su análisis del poema en la teoría de los actos de habla de los filósofos J.L. Austin y John Searle. Straus divide el poema en secciones, cada una de las cuales señala un acto asertivo y un acto de poder en un mundo en el que las mujeres tenían poco control. La voz lírica presenta de forma persuasiva su historia como la de una mujer agraviada por su marido, vengándose al contarla. Ahondando en esta interpretación del poema como una secuencia de actos de habla, Straus concluye que los últimos diez versos del poema deben interpretarse como una maldición sobre su marido. 

## Influencia
Se han hecho varios esfuerzos por relacionar este poema con obras posteriores protagonizadas por heroínas inocentes y perseguidas, pero su naturaleza lírica y la brevedad de la información dificultan el establecimiento de tales vínculos. 